# Ідеєво
Іде́єво (рос. Идеево, ерз. Идеево) — присілок у складі Темниковського району Мордовії, Росія. Входить до складу Аксьольського сільського поселення.
Населення — 2 особи (2010; 41 у 2002).
Національний склад (станом на 2002 рік):
- татари — 100 %